# Malpàs
Malpàs (hiszp. Malpás) – miejscowość w Hiszpanii, w Katalonii, w prowincji Lleida, w comarce Alta Ribagorça, w gminie El Pont de Suert.
Według danych opublikowanych przez Institut d’Estadística de Catalunya w 2020 roku liczyła 37 mieszkańców – 20 mężczyzn i 17 kobiet. Liczba mieszkańców w poprzednich latach: 48 (2008), 44 (2009), 48 (2014), 51 (2015), 38 (2019).